# Theodor Holtz
Johann Theodor Holtz (getauft 9. November 1776 in Hemmerden; † 12. Oktober 1855 ebenda) war ein deutscher Gutsbesitzer und Politiker.

## Leben
Holtz war der Sohn des Gutsbesitzers (Kesselhof, Pfannenhof, Vietenhof) Wilhelm Heinrich Holtz (getauft 21. Januar 1752 in Hemmerden; † 6. Juni 1796 ebenda) und dessen Ehefrau Maria Katharina geborene Camis (getauft 31. März 1845 in Hemmerden; † 15. Januar 1820 ebenda). Holtz war katholisch und heiratete Anna Maria Katharina Odilia Sartorius († nach 1855). Franz Joseph Aldenhoven war sein Schwager.
Holtz lebte als Gutsbesitzer in Hemmerden. Dort war er 1812 bis 1814 Maire und danach bis mindestens 1847 Bürgermeister. In seine Amtszeit fiel der Bau der neuen Kirche und vieler Kommunalstraßen. Daneben war er erster Kreisdeputierter. Von 1826 bis 1841 war er Abgeordneter im Provinziallandtag der Rheinprovinz. 1843 bis 1845 war er stellvertretendes Mitglied des Provinziallandtags und nahm 1843 als Stellvertreter am Landtag teil. Er vertrat den Stand der Landgemeinden im Regierungsbezirk Düsseldorf.